# Saison 9 du Meilleur Pâtissier
La neuvième saison du Meilleur Pâtissier, est une émission de télévision franco-belge de concours culinaire, diffusée sur M6 du 30 septembre 2020 au 30 décembre 2020, et sur RTL TVI du 5 octobre 2020 au 4 janvier 2021. Elle est présentée par Julia Vignali et tournée au château de Groussay à Montfort-l'Amaury.
Cette édition est remportée par Élodie, qui gagne le trophée du Meilleur Pâtissier, ainsi que la publication de son propre livre de recettes.

## Production et organisation
Julia Vignali, présente une fois de plus l'émission.
L'émission est produite par Kitchen Factory Productions et BBC Studios France (sociétés de production qui produisent l'émission depuis la première saison).

### Lieu de tournage
L'émission a été tournée durant l'été 2020 au château de Groussay à Montfort-l'Amaury, qui accueille l'émission pour la septième fois (toutes les saisons, sauf la première et la cinquième).
Le tournage a été perturbé par la crise de Covid-19 touchant le pays. En effet, ce dernier a dû être interrompu le 7 août 2020, après qu'un cas de Covid-19 a été détecté au sein des équipes de production. Des tests avaient alors été effectués, confirmant la contamination de 16 personnes. Le tournage avait finalement pu reprendre, pour s'achever le 10 septembre 2020.

## Participants
Le jury reste inchangé depuis la première saison. Il se compose de Cyril Lignac, cuisiner français, et de Jacqueline Mercorelli, dite « Mercotte », critique culinaire et blogueuse de formation sur le web.

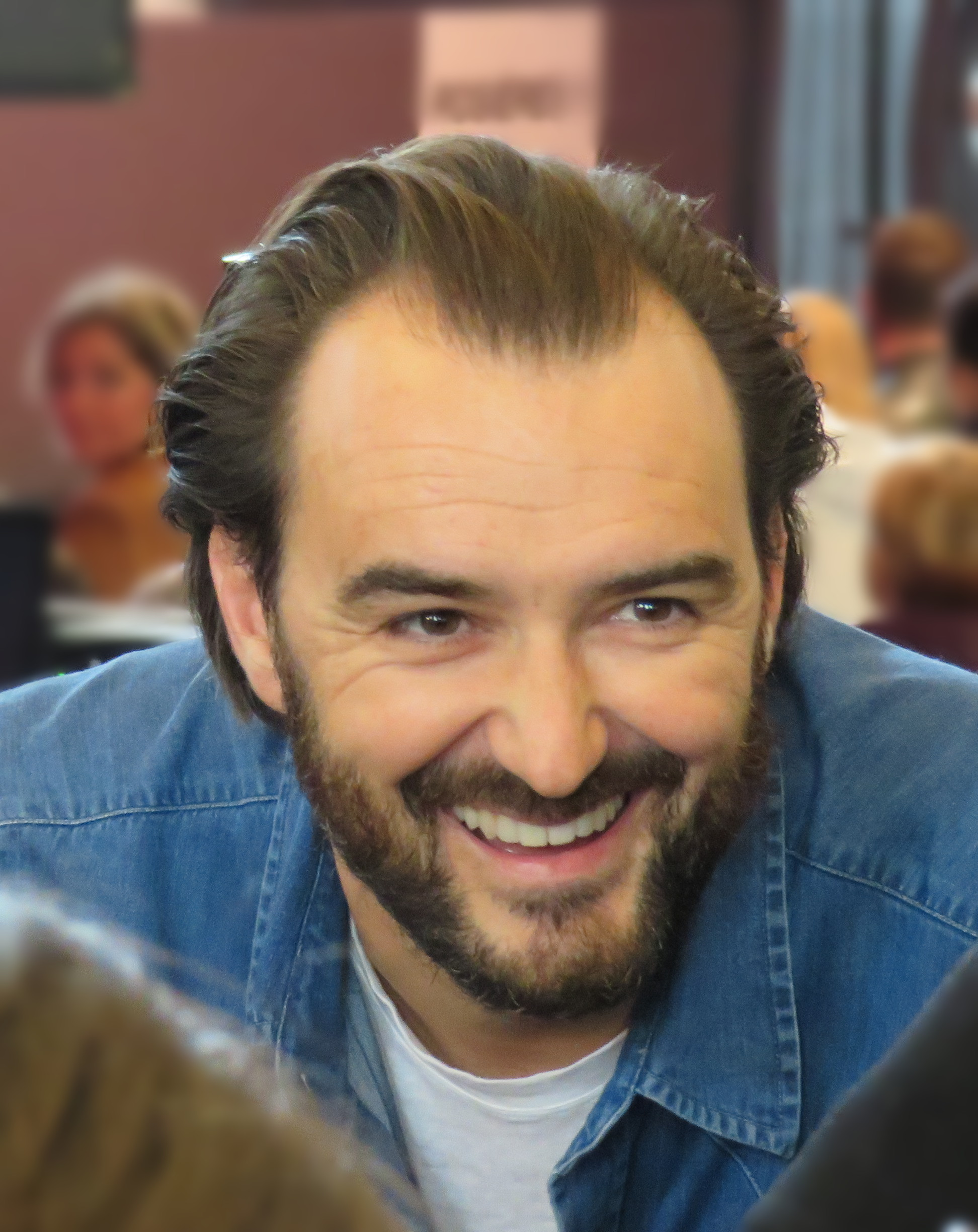
Cyril Lignac
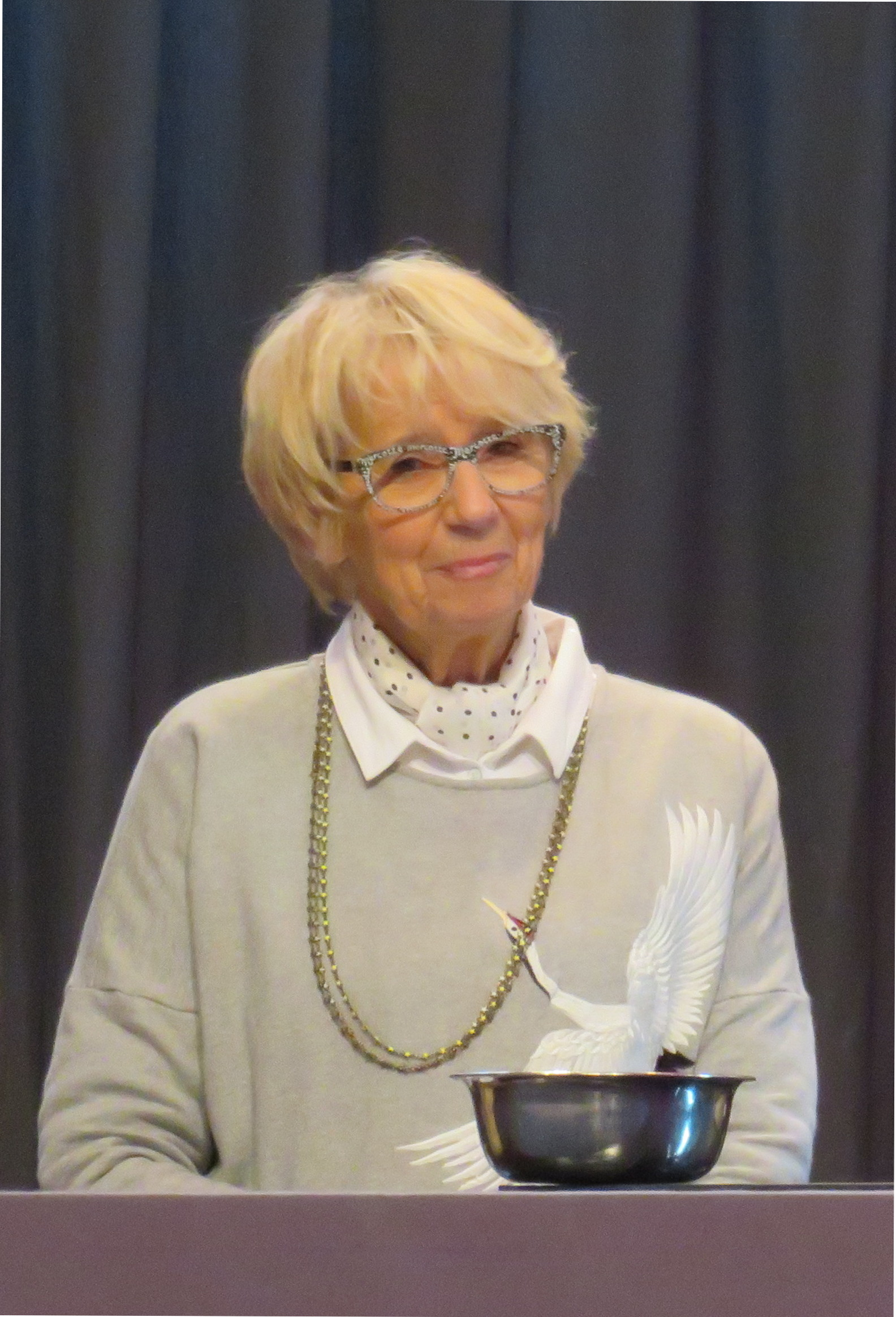
Mercotte

Cependant, si Mercotte a un temps été présente sous la tente du Meilleur Pâtissier pour goûter les recettes des pâtissiers amateurs, il a été décidé, dès la détection de cas de Covid parmi les membres de la production, de lui permettre de rester chez elle, à Saint-Alban-Leysse, lieu où elle a organisé plusieurs duplex. C'est alors Julia Vignali, présentatrice, qui a pris sa place pour goûter les créations des candidats, alors que Mercotte s'est mise à la place du téléspectateur.

## Candidats
Ci-dessous, la liste des 14 candidats de cette saison,[source secondaire souhaitée] :
|   | Candidats       | Profession                                                                      | Âge    | Localisation               | Départ et réf.                                                   |
| - | --------------- | ------------------------------------------------------------------------------- | ------ | -------------------------- | ---------------------------------------------------------------- |
| ♀ | Inna            | Vendeuse en prêt-à-porter de luxe                                               | 32 ans | Montpellier (34)           | Éliminée (épisode 1 – 2)                                         |
| ♂ | François        | Chauffeur VTC                                                                   | 47 ans | Bellancourt (80)           | Éliminé (épisode 1 – 3)                                          |
| ♂ | Jérémy          | Agent territorial                                                               | 31 ans | Toulouse (31)              | Éliminé (épisode 1 – 4)                                          |
| ♂ | Édouard         | Ingénieur électronique                                                          | 27 ans | Lausanne (Suisse)          | Éliminé (épisode 1 – 5)                                          |
| ♂ | François-Xavier | Chef de produits informatiques                                                  | 52 ans | Los Angeles (États-Unis)   | Éliminé (épisode 1 – 6)                                          |
| ♀ | Anaïs           | Business analyst                                                                | 29 ans | Saint-Germain-en-Laye (78) | Éliminée (épisode 1 – 7)                                         |
| ♂ | Patrice         | Chef de projet digital                                                          | 49 ans | Paris (75)                 | Éliminé (épisode 1) Éliminé (épisode 2 – 8) Éliminé (épisode 8), |
| ♂ | Florian         | Régisseur dans l'événementiel                                                   | 31 ans | Bruxelles (Belgique)       | Éliminé (épisode 1 – 9)                                          |
| ♀ | Siham           | Étudiante en pharmacie                                                          | 23 ans | Strasbourg (67)            | Éliminée (épisode 1 – 10)                                        |
| ♂ | Maxime          | Pompier volontaire                                                              | 20 ans | Pont-à-Mousson (54)        | Éliminé (épisode 1 – 11)                                         |
| ♀ | Reine           | Retraitée                                                                       | 69 ans | Dourdan (91)               | Finaliste (épisode 1 – 12)                                       |
| ♀ | Bouchra         | Secrétaire médicale                                                             | 32 ans | Marines (95)               | Finaliste (épisode 1 – 13)                                       |
| ♀ | Margaux         | Étudiante en école de commerce – Gagnante d'En route pour le Meilleur Pâtissier | 18 ans | Aix-en-Provence (13)       | Finaliste (épisode 1 – 13)                                       |
| ♀ | Élodie          | Gérante d'une pizzeria                                                          | 31 ans | Mulhouse (68)              | Vainqueur (épisode 1 – 13)                                       |

## Bilan par épisode
| Épisode              | Thème                              | Défi de Cyril             | Épreuve technique de Mercotte         | Épreuve créative et chef invité                                         | Candidat(e) désigné(e) pâtissier(ère) de la semaine | Candidat(e) éliminé(e) | Réf.   |
| -------------------- | ---------------------------------- | ------------------------- | ------------------------------------- | ----------------------------------------------------------------------- | --------------------------------------------------- | ---------------------- | ------ |
| 1er épisode          | Les aventuriers de la tente perdue | Gâteau au visuel d'animal | Le Earth cake                         | L'aventure d'une vie (avec Yann Brys)                                   | Margaux                                             | Patrice                | [ 20 ] |
| 2e épisode           | Blanche-Neige et les 13 pâtissiers | Gâteau à base de pomme    | Un gâteau « miroir, mon beau miroir » | Le 8e nain de Blanche-Neige (avec Nina Métayer)                         | Siham                                               | Inna                   | [ 21 ] |
| 3e épisode           | Nord contre Sud                    | La guerre des tartes      | Le piquenchâgne                       | Les symboles du Nord et du Sud (avec Christophe Renou)                  | Édouard                                             | François               | [ 22 ] |
| 4e épisode           | Cyril et la chocolaterie           | La barre chocolatée       | Le mercochoco                         | Les choco-animaux fantastiques (avec Arnaud Ragot)                      | Margaux                                             | Jérémy                 | [ 23 ] |
| 5e épisode           | Les gâteaux de l'enfer             | Un gâteau flambé          | Le gâteau du diable                   | Un gâteau effrayant (avec Patrick Chevallot)                            | Élodie                                              | Édouard                | [ 24 ] |
| 6e épisode           | The American Cream                 | Le cheesecake             | The American flag                     | Les symboles américains (avec Thierry Marx)                             | Élodie                                              | François-Xavier        | [ 25 ] |
| 7e épisode           | Vive l'Alsace !                    | Le mannele                | Le storichenescht                     | Les symboles de l'Alsace (avec Pierre Hermé)                            | Margaux                                             | Anaïs                  | [ 26 ] |
| 8e épisode           | 50 nuances plus crème              | Les fraises à la crème    | Les tétons de Vénus                   | Le plus grand fantasme (avec Jean-Philippe Darcis)                      | Bouchra                                             | Patrice                | [ 27 ] |
| 9e épisode           | Riche comme Crémus                 | Le financier              | Les Mercoins                          | Le rêve de gagnant au loto (avec Jean-François Piège)                   | Élodie                                              | Florian                | [ 28 ] |
| 10e épisode          | Bienvenue à New Délices            | Un gâteau au thé          | La fleur de lotus                     | Un gâteau multicolore (en référence à la Holi) (avec Sébastien Vauxion) | Reine                                               | Siham                  | [ 29 ] |
| 11e épisode          | Passionnément rouge                | Un gâteau rouge passion   | Le Chéri cake                         | Un défaut qui rend rouge de colère (avec Claire Heitzler)               | Élodie                                              | Maxime                 | [ 30 ] |
| Épisode              | Thème                              | Défi de Cyril             | Épreuve technique de Mercotte         | Épreuve créative et chef invité                                         | Vainqueur                                           | Candidate éliminée     | Réf.   |
| 12e épisode (finale) | Clap de fin                        | La tarte à la crème       | Le Zootrope                           | –                                                                       | Élodie                                              | Reine                  | [ 31 ] |
| 13e épisode (finale) | Clap de fin                        | Le gâteau du générique    | –                                     | Un chef-d'œuvre de cinéma (avec François Perret)                        | Élodie                                              | Bouchra                | [ 32 ] |

## Résumés détaillés
Toutes les recettes détaillées des candidats sont consultables sur le site cuisineaz.com, filiale du groupe M6.

### 1erépisode: Les aventuriers de la tente perdue

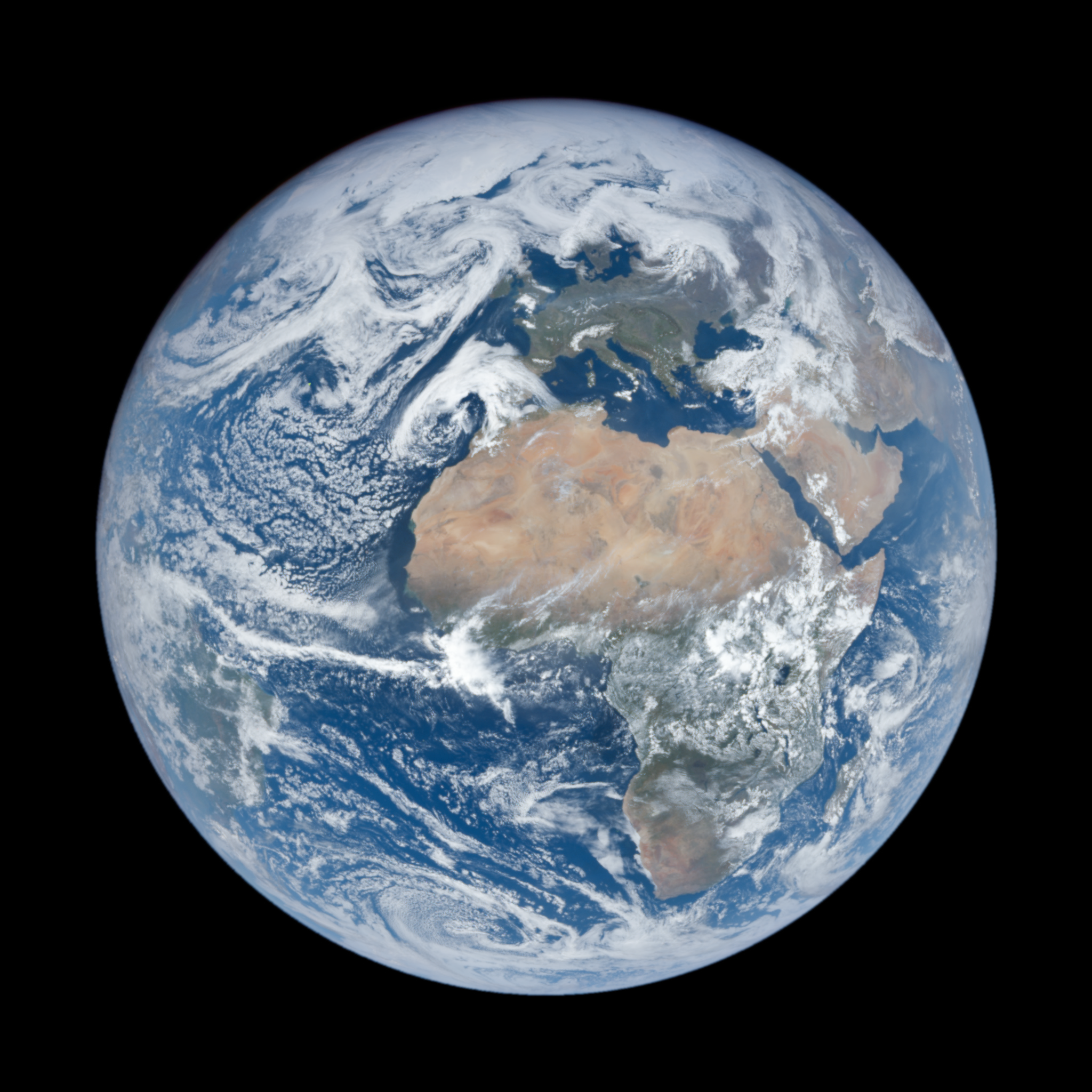
Pour l'épreuve technique, les candidats doivent réaliser un Earth cake, un gâteau représentant le globe terrestre.

Cet épisode est diffusé pour la première fois le 30 septembre 2020. Le thème est : les aventuriers de la tente perdue.
Pour le défi de Cyril Lignac, les candidats ont 2 h, pour réaliser un dessert et s'inspirer du pelage ou du plumage de l'animal extraordinaire de leur choix. L'épreuve se déroule, et après dégustation, Margaux, François et Anaïs reçoivent les félicitations du jury.
Pour l'épreuve technique de Mercotte, les candidats doivent réaliser un Earth cake, un gâteau composé de deux demi-sphères, en forme de globe terrestre, recouvertes de glaçage et pâte à sucre. Dégustation faite, les jurés établissent un classement, et François-Xavier et Patrice sont en bas de ce dernier, tandis que Jérémy et Édouard terminent sur le podium, Élodie remportant l'épreuve.
Pour l'épreuve créative, les jurés sont épaulés de Yann Brys, et les candidats doivent raconter l'aventure d'une vie en gâteau.
Au regard des trois épreuves, Cyril et Mercotte ont désigné Margaux pâtissière de la semaine, et ont décidé d'éliminer Patrice.

### 2eépisode: Blanche-Neige et les 13 pâtissiers

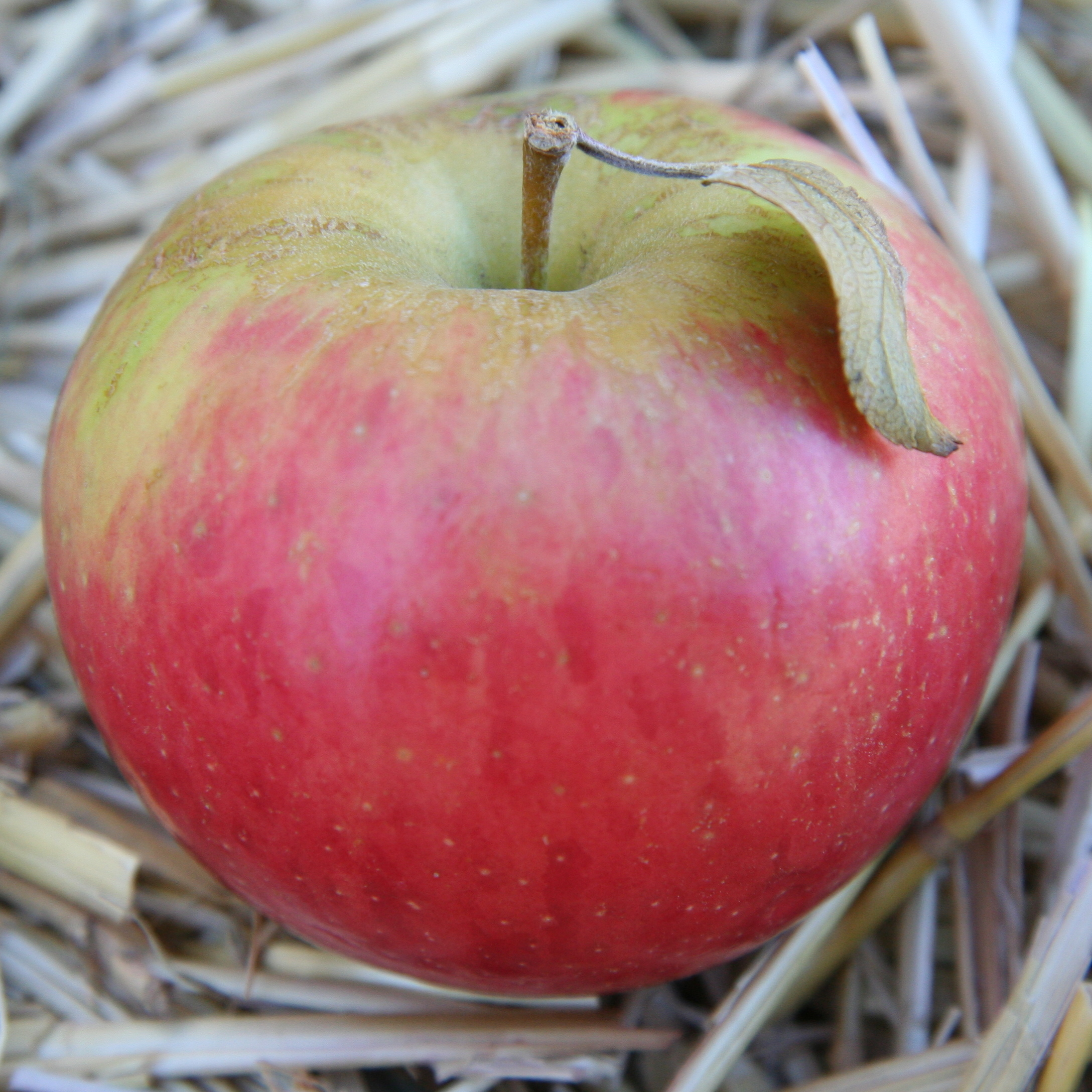
Les candidats doivent réaliser un gâteau à base de pomme pour le défi de Cyril.

Cet épisode est diffusé pour la première fois le 7 octobre 2020. Le thème est : Blanche-Neige et les 13 pâtissiers.
Pour le défi de Cyril Lignac, les candidats ont 2 h, pour réaliser un dessert à base de pomme. L'épreuve se déroule, et après dégustation, Bouchra, Margaux et Siham reçoivent les félicitations du jury.
Pour l'épreuve technique de Mercotte, les candidats doivent réaliser un gâteau « miroir, mon beau miroir », avec un glaçage des plus parfaits possibles, permettant de se voir dedans. Dégustation faite, les jurés établissent un classement, et François se retrouve en bas de ce dernier, tandis que Siham, Florian et Jérémy sont en tête.
Pour l'épreuve créative, les jurés sont épaulés de Nina Métayer, et les candidats doivent montrer leur principal trait de caractère en gâteau, confectionnant ainsi le 8e nain de Blanche-Neige.
Au regard des trois épreuves, Cyril et Mercotte ont désigné Siham pâtissière de la semaine, et ont décidé d'éliminer Inna.

### 3eépisode: Nord contre Sud

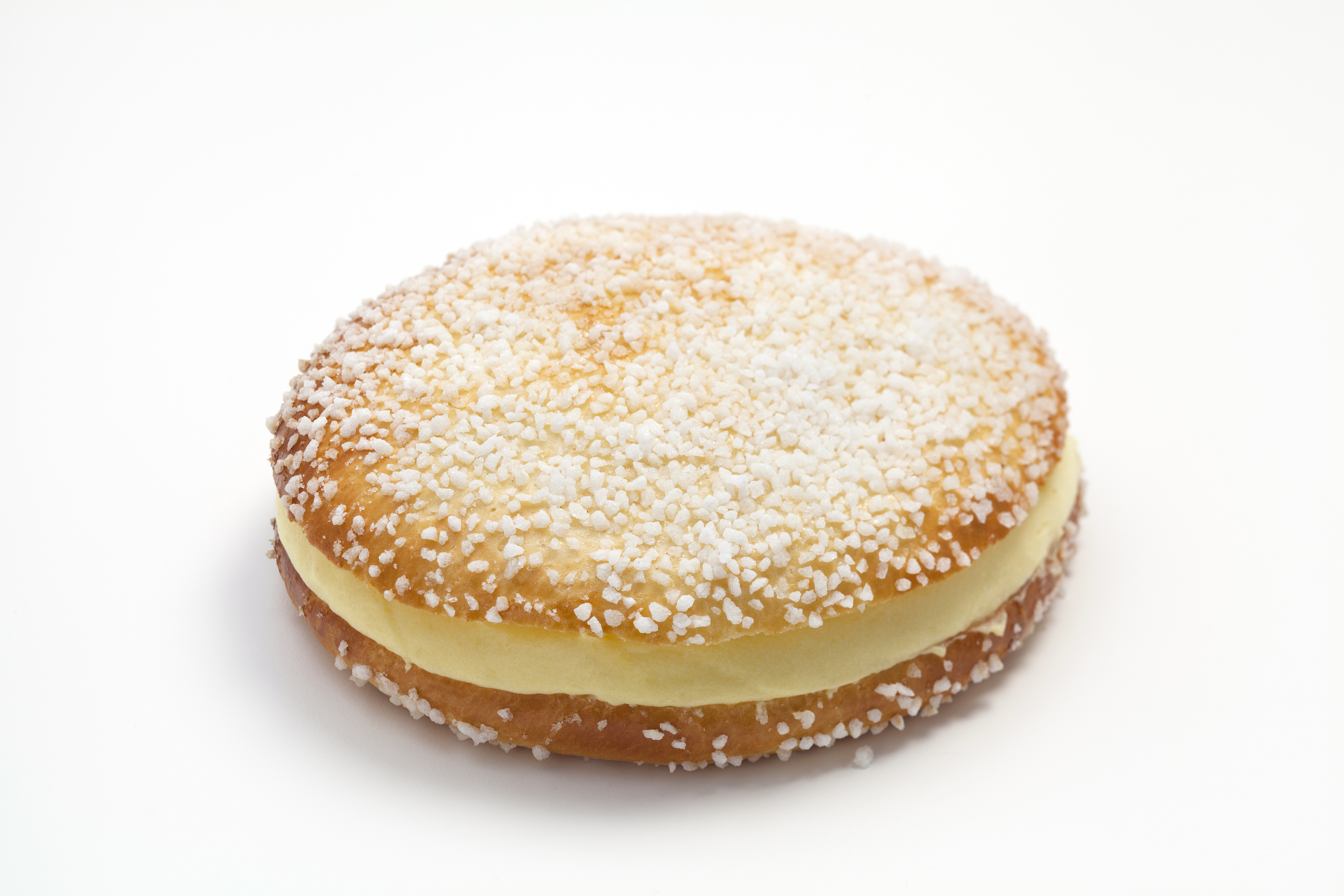
Une tarte tropézienne, pour les sudistes.

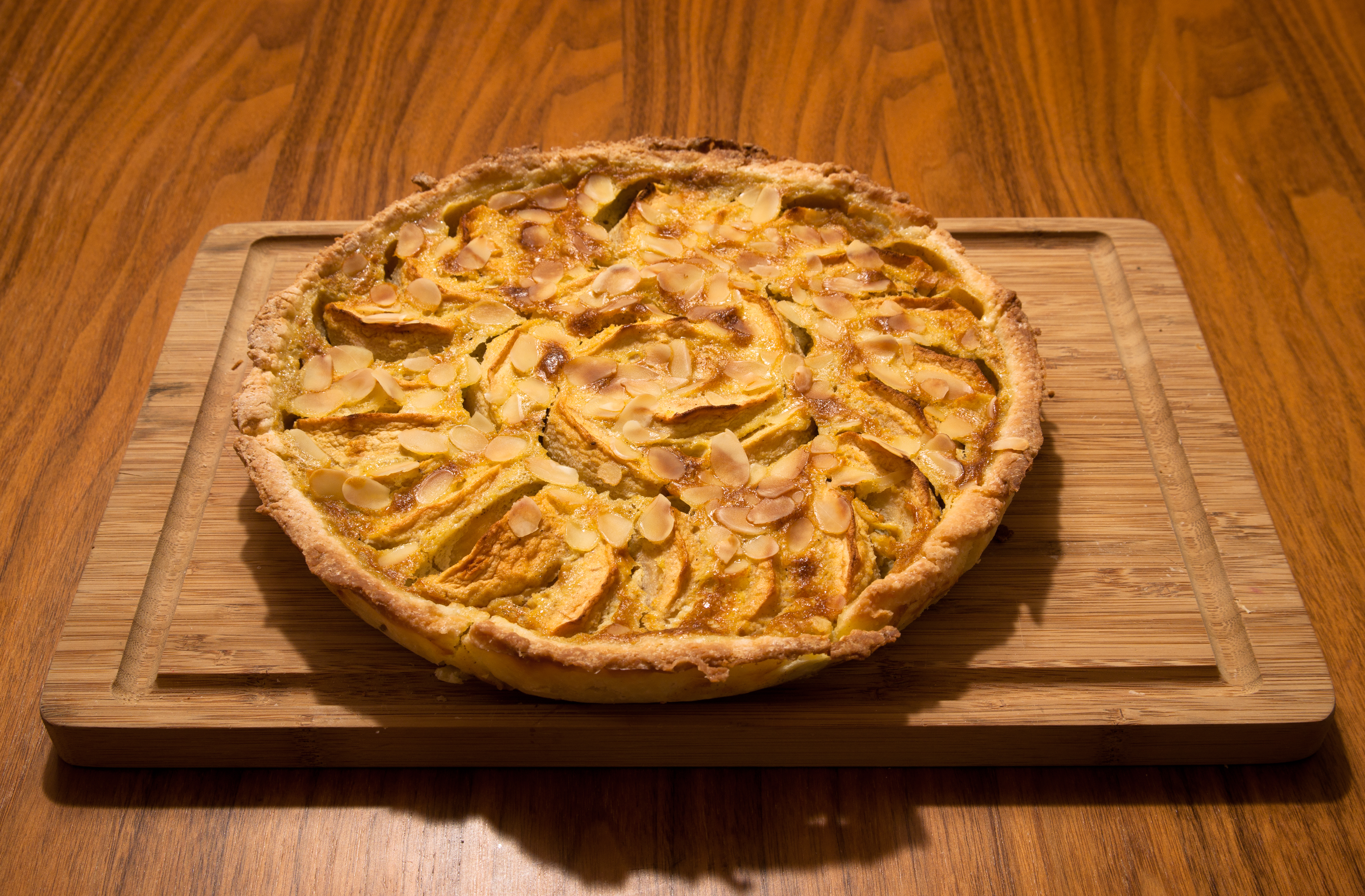
Une tarte normande, pour les nordistes.

Cet épisode est diffusé pour la première fois le 14 octobre 2020. Le thème est : Nord contre Sud.
Exceptionnellement, pour cet épisode, deux équipes s'affrontent : celle du Nord et celle du Sud. Les nordistes revêtent un tablier gris, et les sudistes, un tablier jaune.
Pour le défi de Cyril Lignac, la guerre des tartes est organisée. Ainsi, les candidats du Nord revisitent la tarte normande, alors que ceux du Sud, la tarte tropézienne. L'épreuve se déroule, et après dégustation, c'est l'équipe du Sud qui l'emporte.
Pour l'épreuve technique de Mercotte, les candidats doivent réaliser un gâteau du centre de la France : le piquenchâgne. Pour l'occasion, la confrérie moulinoise du Piquenchâgne est présente sous la tente. Dégustation faite, les jurés établissent un classement, et Anaïs se retrouve en bas de ce dernier, tandis que Bouchra est en tête. L'équipe du Nord cumule le plus de points, ce qui lui permet de remporter cette épreuve. Bouchra est à l'occasion intronisée ambassadrice de la confrérie.
Pour l'épreuve créative, les jurés sont épaulés de Christophe Renou, et les candidats doivent réaliser un gâteau symbolisant le Nord ou le Sud. Après dégustation, c'est l'équipe du Sud qui remporte cette dernière épreuve, et gagne ainsi ce duel des régions.
Au regard des trois épreuves, Cyril et Mercotte ont désigné Édouard (de l'équipe du Sud) pâtissier de la semaine, et ont décidé d'éliminer François (de l'équipe du Nord).

### 4eépisode: Cyril et la chocolaterie
Cet épisode est diffusé pour la première fois le 21 octobre 2020. Le thème est : Cyril et la chocolaterie.

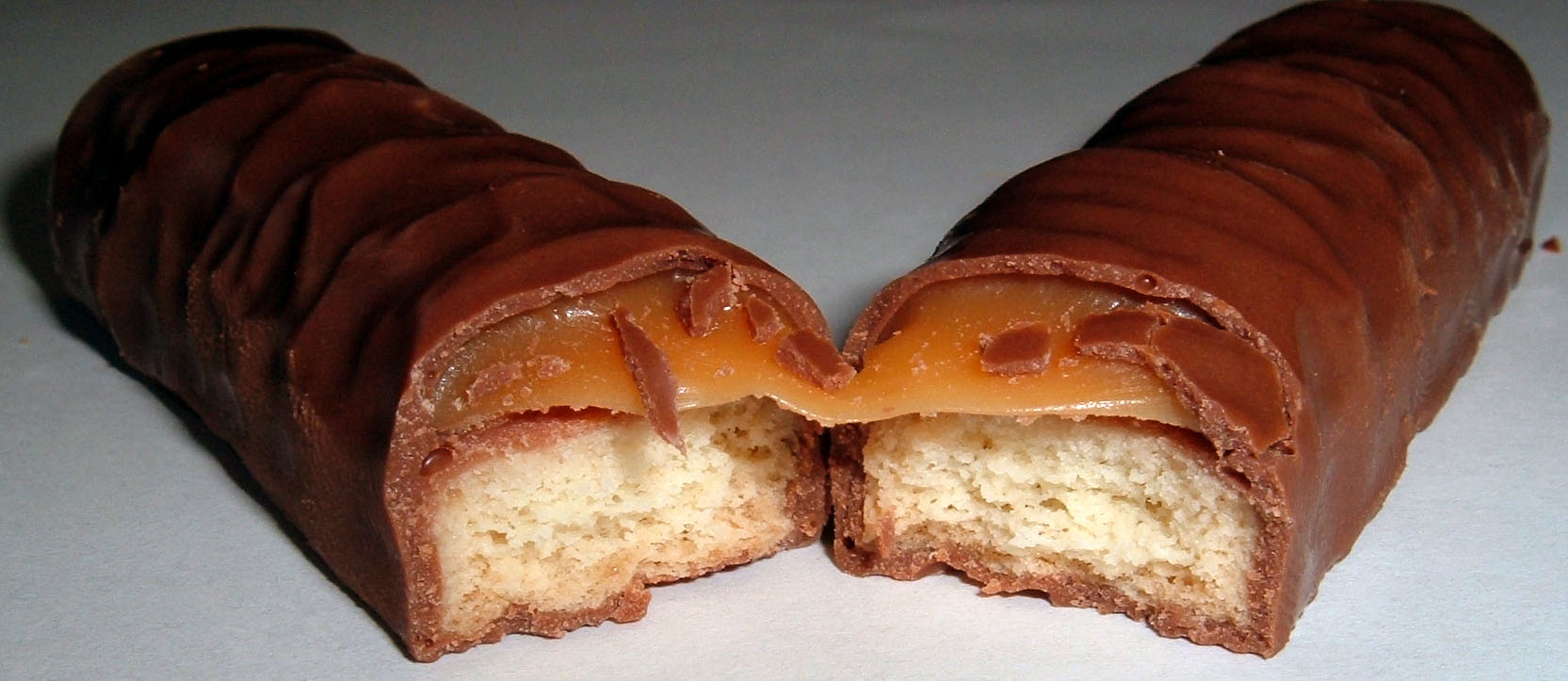
Les candidats doivent réaliser une barre chocolatée pour le défi de Cyril.

Pour le défi de Cyril Lignac, les candidats ont 2 h, pour réaliser une barre chocolatée. Ils doivent à la fois réaliser la barre en elle-même, mais aussi l'emballage. L'épreuve se déroule, et après dégustation, Florian, Margaux et Édouard reçoivent les félicitations du jury.
Pour l'épreuve technique, c'est exceptionnellement Cyril qui met les candidats au défi. Ils doivent réaliser un mercochoco : un macaron garni de ganache montée au chocolat et compotée de fruit de la passion, avec chantilly à la vanille. Chaque candidat avait une forme différente à réaliser, de sorte qu'une fois alignés, les gâteaux forment la phrase : « ON T'❤ MERCOTTE ». Dégustation faite, les jurés établissent un classement, et Bouchra et Margaux terminent sur le podium, Maxime remportant l'épreuve.
Pour l'épreuve créative, les jurés sont épaulés d'Arnaud Ragot, et les candidats doivent réaliser des animaux fantastiques en chocolat.
Au regard des trois épreuves, Cyril et Mercotte ont désigné Margaux pâtissière de la semaine, et ont décidé d'éliminer Jérémy.

### 5eépisode: Les gâteaux de l'enfer

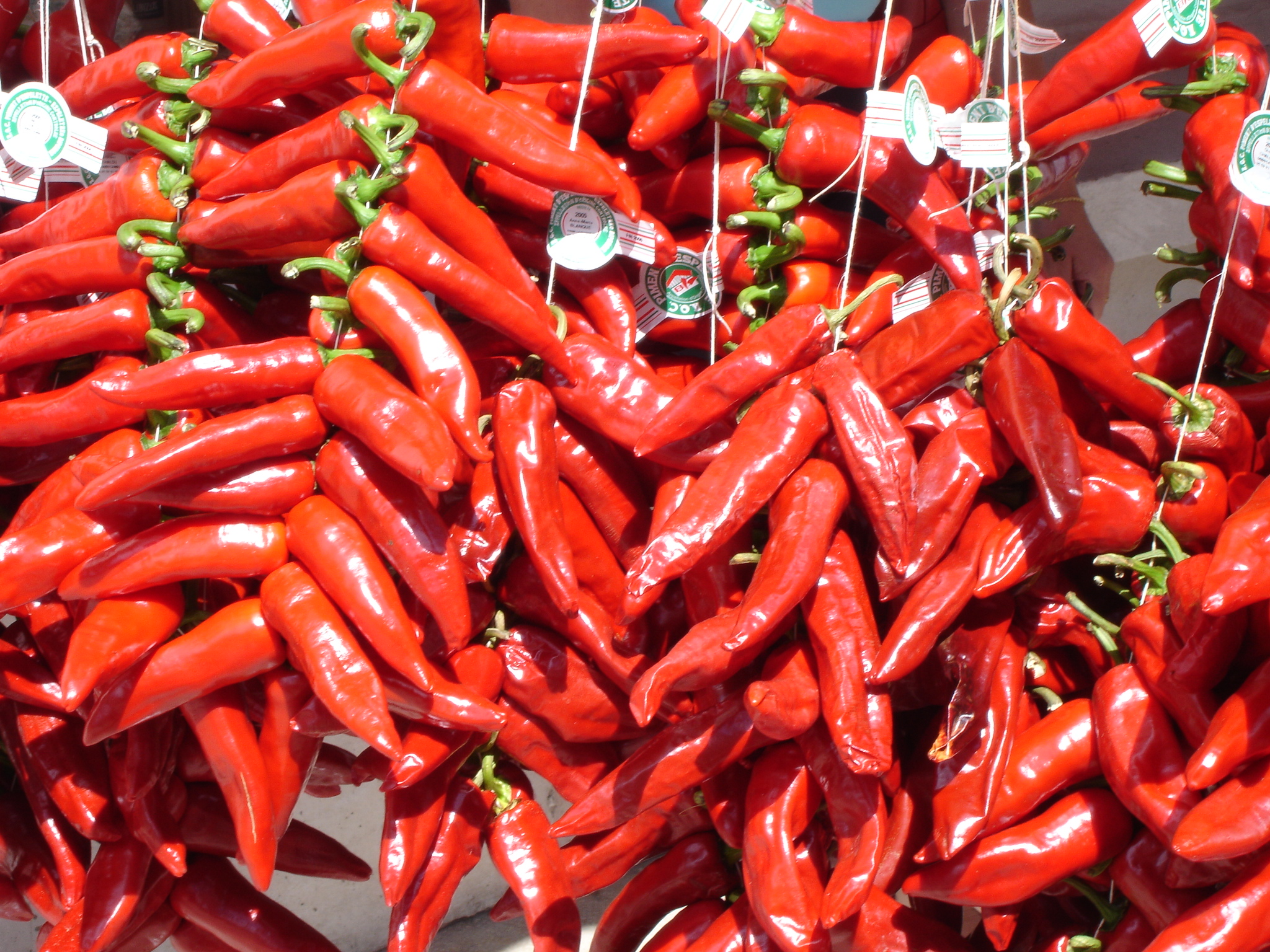
Le piment d'Espelette compose le gâteau proposé par Mercotte, pour son épreuve technique.

Cet épisode est diffusé pour la première fois le 28 octobre 2020. Le thème est : les gâteaux de l'enfer.
Pour le défi de Cyril Lignac, les candidats ont 2 h, pour réaliser un gâteau flambé. L'épreuve se déroule, et après dégustation, Élodie, François-Xavier et Florian reçoivent les félicitations du jury.
Pour l'épreuve technique de Mercotte, les candidats doivent réaliser le gâteau du diable, un gâteau à étage, avec une compotée de poivrons au piment d'Espelette. Dégustation faite, les jurés établissent un classement, et Siham, Anaïs et Bouchra sont en tête.
Pour l'épreuve créative, les jurés sont épaulés de Patrick Chevallot, et les candidats doivent réaliser un gâteau aussi gourmand qu'effrayant.
Au regard des trois épreuves, Cyril et Mercotte ont désigné Élodie pâtissière de la semaine, et ont décidé d'éliminer Édouard.

### 6eépisode:The American Cream
Cet épisode est diffusé pour la première fois le 4 novembre 2020. Le thème est : The American Cream.

Pour l'épreuve technique, les candidats doivent représenter The American flag.

Pour le défi de Cyril Lignac, les candidats ont 2 h, pour revisiter le cheesecake. L'épreuve se déroule, et après dégustation, Siham, Élodie et Reine reçoivent les félicitations du jury, tandis que François-Xavier, Anaïs et Maxime sont en dessous.
Pour l'épreuve technique de Mercotte, les candidats doivent réaliser The American flag, un brownie garni de beurre de cacahuètes, avec une ganache montée à la vanille, pour composer les treize rayures du drapeau américain et du sucre coulé pour les cinquante étoiles. Dégustation faite, les jurés établissent un classement, et François-Xavier, Reine et Bouchra sont en bas de ce dernier, tandis que Maxime, Margaux et Florian sont en tête.
Pour l'épreuve créative, les jurés sont épaulés de Thierry Marx, et les candidats doivent réaliser un gâteau représentant un symbole des États-Unis.
Au regard des trois épreuves, Cyril et Mercotte ont désigné Élodie pâtissière de la semaine, et ont décidé d'éliminer François-Xavier.

### 7eépisode: Vive l'Alsace!

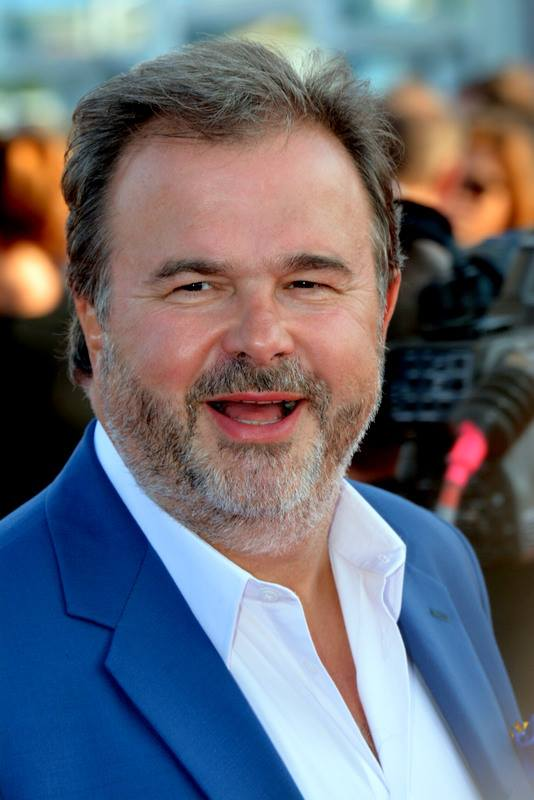
Pierre Hermé est le chef invité cette semaine.

Cet épisode est diffusé pour la première fois le 18 novembre 2020. Le thème est : Vive l'Alsace !
Pour le défi de Cyril Lignac, les candidats ont 2 h, pour revisiter le mannele, en un gâteau qui les représente. L'épreuve se déroule, et après dégustation, Margaux et Florian reçoivent les félicitations du jury, tandis que Reine et Siham sont en dessous.
Pour l'épreuve technique de Mercotte, les candidats doivent réaliser un storichenescht, un gâteau en forme de nid de cigogne, constitué de gâteaux à la bière et compotée de quetsches. Dégustation faite, les jurés établissent un classement, et Florian et Anaïs sont en bas de ce dernier, tandis qu'Élodie, Maxime et Siham sont en tête.
Pour l'épreuve créative, les jurés sont épaulés de Pierre Hermé, et les candidats doivent réaliser un gâteau représentant un symbole de l'Alsace.
Au regard des trois épreuves, Cyril et Mercotte ont désigné Margaux pâtissière de la semaine, et ont décidé d'éliminer Anaïs.

### 8eépisode: 50 nuances plus crème

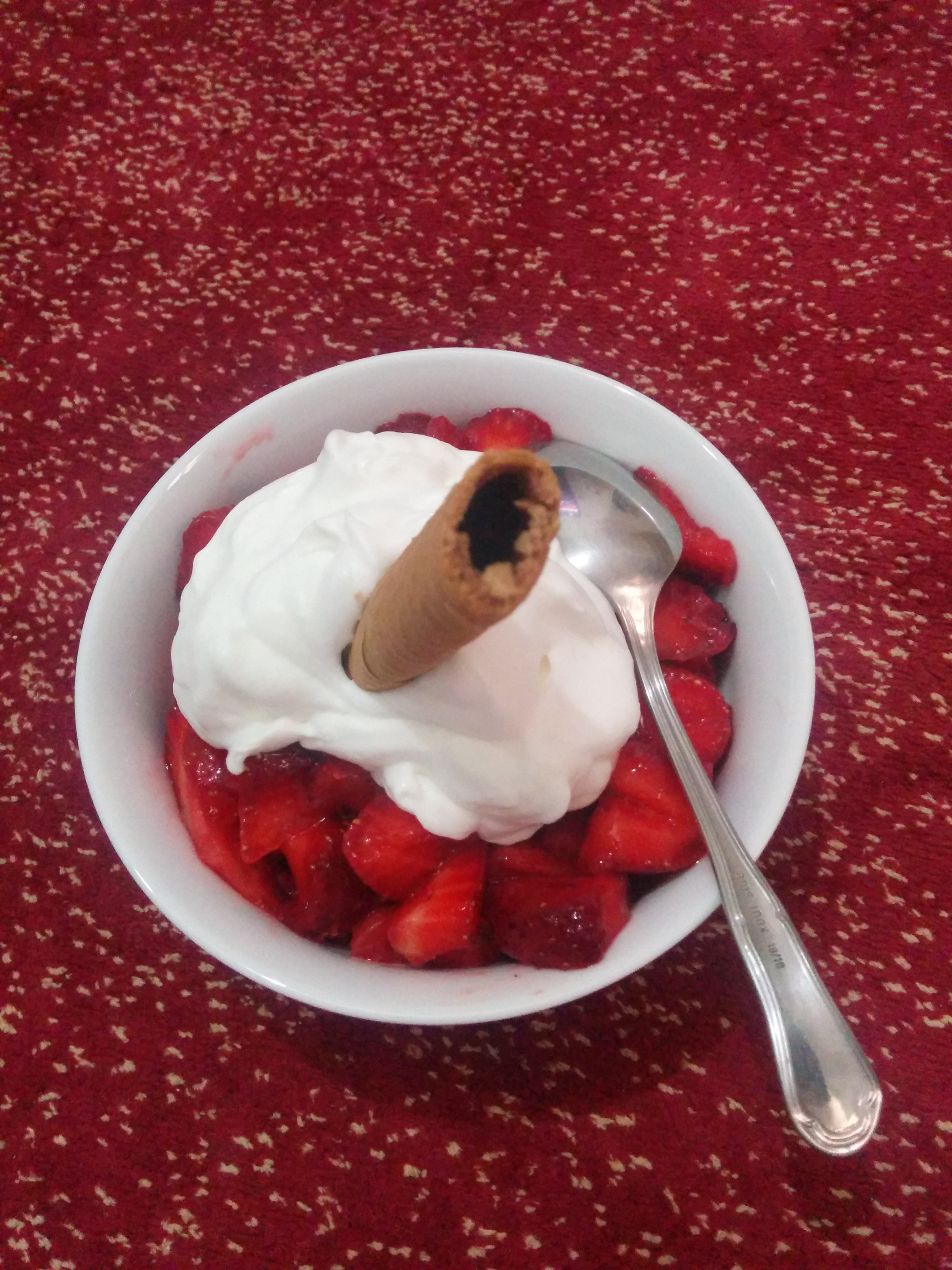
Pour le défi de Cyril, les candidats doivent revisiter les fraises à la crème.

Cet épisode est diffusé pour la première fois le 25 novembre 2020. Le thème est : 50 nuances plus crème.
Pour le défi de Cyril Lignac, les candidats ont 2 h, pour revisiter les fraises à la crème. Pour la première fois dans l'histoire du concours, les sept candidats précédemment éliminés reviennent pour former un duo avec un candidat encore en jeu. Un tirage au sort est effectué, et les binômes sont les suivants : Florian et Inna ; Margaux et Anaïs ; Bouchra et François-Xavier ; Élodie et Patrice ; Reine et Édouard ; et enfin, Maxime et Jérémy. Pour cette épreuve, seul un duo sera déclaré vainqueur par le jury, et le candidat éliminé le composant, pourra réintégrer le concours. L'épreuve se déroule, et après dégustation, Élodie et Patrice reçoivent les félicitations du jury. Ainsi, Patrice réintègre le concours.
Pour l'épreuve technique de Mercotte, les candidats doivent réaliser les tétons de Vénus, une pâtisserie originaire d'Italie, représentant un sein. Dégustation faite, les jurés établissent un classement, et Siham, Élodie et Patrice sont en bas de ce dernier, tandis que Bouchra, Maxime et Florian sont en tête.
Pour l'épreuve créative, les jurés sont épaulés de Jean-Philippe Darcis, et les candidats doivent réaliser un gâteau représentant leur plus grand fantasme.
Au regard des trois épreuves, Cyril et Mercotte ont désigné Bouchra pâtissière de la semaine, et ont décidé d'éliminer Patrice, qui quitte donc le concours juste après l'avoir réintégré.

### 9eépisode: Riche commeCrémus
Cet épisode est diffusé pour la première fois le 2 décembre 2020. Le thème est : Riche comme Crémus.

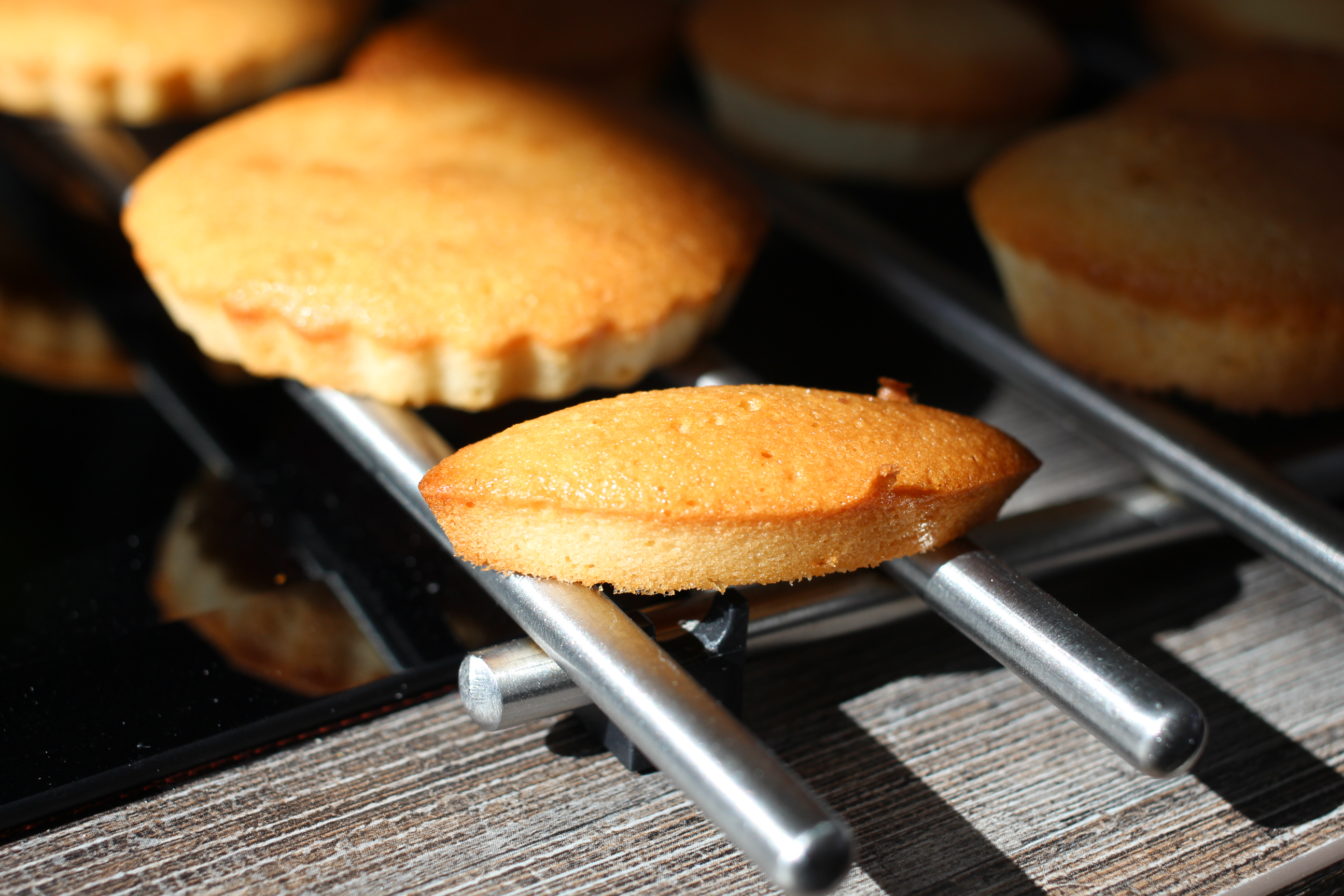
Pour le défi de Cyril, les candidats doivent revisiter le financier.

Pour le défi de Cyril Lignac, les candidats ont 2 h, pour revisiter le financier. L'épreuve se déroule, et après dégustation, Reine et Élodie reçoivent les félicitations du jury, tandis que Florian et Margaux sont en dessous.
Pour l'épreuve technique de Mercotte, les candidats doivent réaliser des mercoins, des gâteaux en forme de billets de banque, enfermés dans un coffre en nougatine. Dégustation faite, les jurés établissent un classement, et Florian, Reine et Siham sont en bas de ce dernier, tandis que Margaux, Bouchra et Maxime sont en tête.
Pour l'épreuve créative, les jurés sont épaulés de Jean-François Piège, et les candidats doivent réaliser un gâteau représentant leur rêve de gagnant à la loterie.
Au regard des trois épreuves, Cyril et Mercotte ont désigné Élodie pâtissière de la semaine, et ont décidé d'éliminer Florian.

### 10eépisode: Bienvenue à New Délices
Cet épisode est diffusé pour la première fois le 9 décembre 2020. Le thème est : Bienvenue à New Délices.
Pour le défi de Cyril Lignac, les candidats ont 2 h, pour réaliser un gâteau à base de thé. L'épreuve se déroule, et après dégustation, Bouchra et Reine reçoivent les félicitations du jury, tandis que Maxime et Siham sont en dessous.

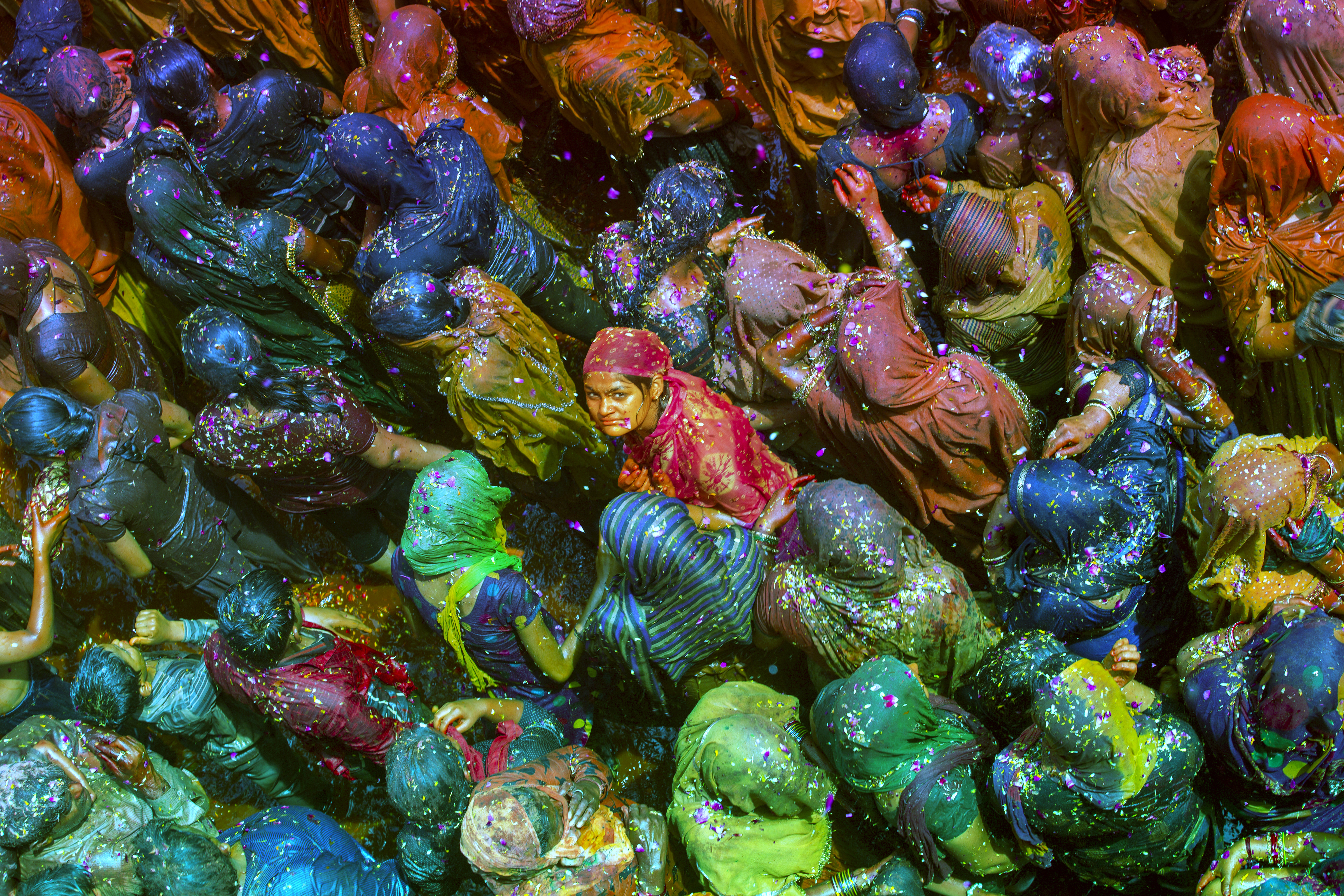
La fête de la Holi.

Pour l'épreuve technique de Mercotte, les candidats doivent réaliser une fleur de lotus, un gâteau composé de ganache vanille, d'un crémeux à l'orange, et d'un biscuit au safran. Dégustation faite, les jurés établissent un classement, et Siham et Bouchra sont en bas de ce dernier, tandis qu'Élodie, Reine et Maxime sont en tête.
À l'issue de cette épreuve, le tournage de cette saison du Meilleur Pâtissier, a dû être interrompu pendant près d'un mois, en raison de la détection de cas de Covid-19 dans les équipes (voir Lieu de tournage). Lorsque le tournage a pu reprendre, la décision a été prise de laisser Mercotte chez elle (voir Participants) en la faisant intervenir en duplex.
Pour l'épreuve créative, les jurés sont épaulés de Sébastien Vauxion, et les candidats doivent réaliser un gâteau multicolore, en référence à la fête de la Holi.
Au regard des trois épreuves, Cyril et Mercotte ont désigné Reine pâtissière de la semaine, et ont décidé d'éliminer Siham.

### 11eépisode(demi-finale): Passionnément rouge
Cet épisode est diffusé pour la première fois le 16 décembre 2020. Le thème est : Passionnément rouge.

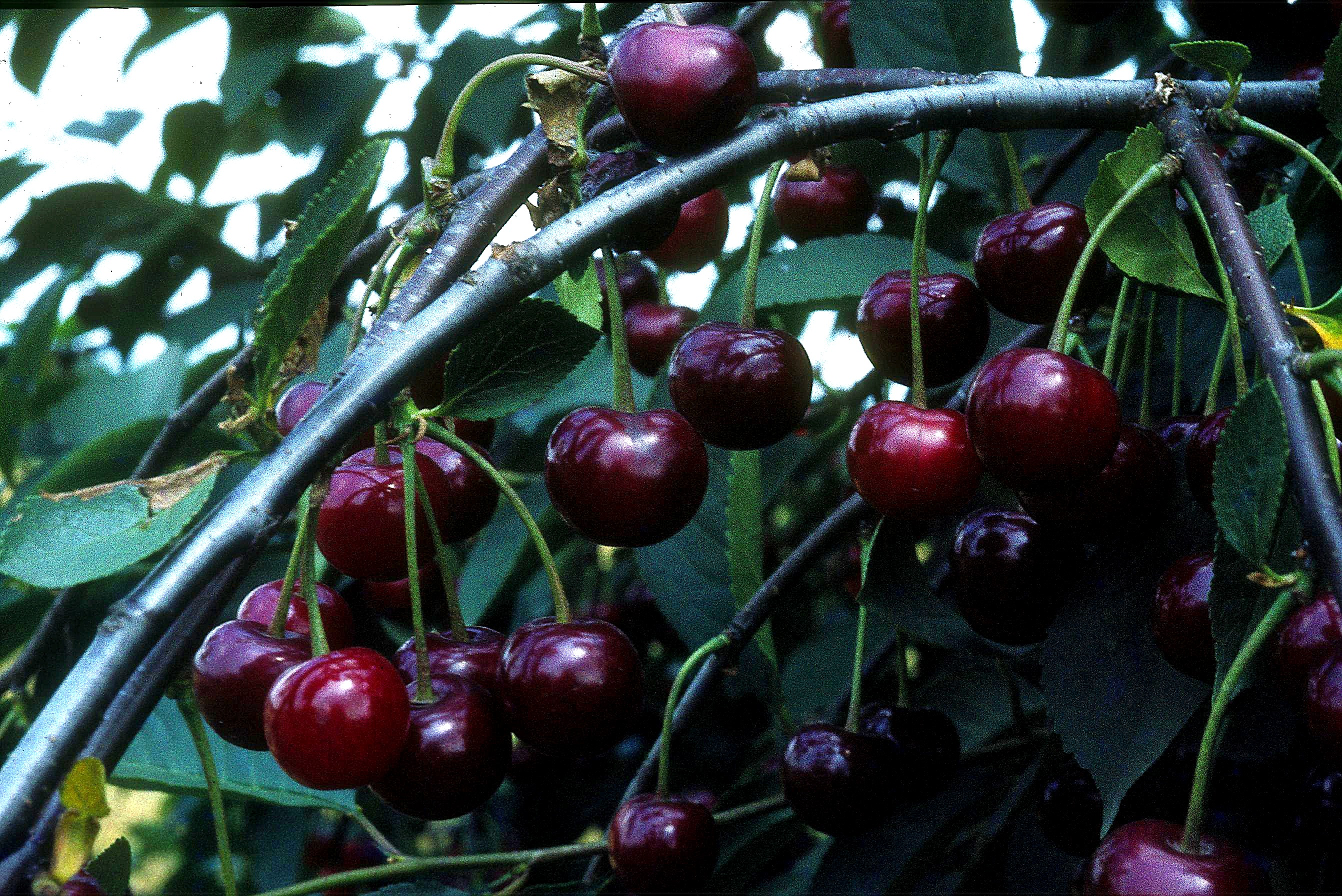
Les griottes sont au centre du Chéri cake de l'épreuve technique.

Pour le défi de Cyril Lignac, les candidats ont 2 h, pour réaliser un gâteau de couleur rouge passion. L'épreuve se déroule, et après dégustation, Margaux reçoit les félicitations du jury, tandis que Maxime est en dessous.
Pour l'épreuve technique de Mercotte, les candidats doivent réaliser un Chéri cake, un gâteau composé d'une dacquoise noisette, d'une compotée de cerises et d'une mousse aux griottes, le tout recouvert d'un glaçage miroir. Un rose en pâte à sucre est posée sur le gâteau, surmontée d'un dôme transparent en isomalt. Dégustation faite, les jurés établissent un classement, et Reine est en bas de ce dernier, tandis que Bouchra est en haut.
Pour l'épreuve créative, les jurés sont épaulés de Claire Heitzler, et les candidats doivent réaliser en gâteau, un défaut de leur proche, qui les rend rouge de colère.
Au regard des trois épreuves, Cyril et Mercotte ont désigné Élodie pâtissière de la semaine, et ont décidé d'éliminer Maxime.

### 12eépisode(finale, partie 1): Clap de fin
Cet épisode est diffusé pour la première fois le 22 décembre 2020, exceptionnellement un mardi. Le thème est : Clap de fin.

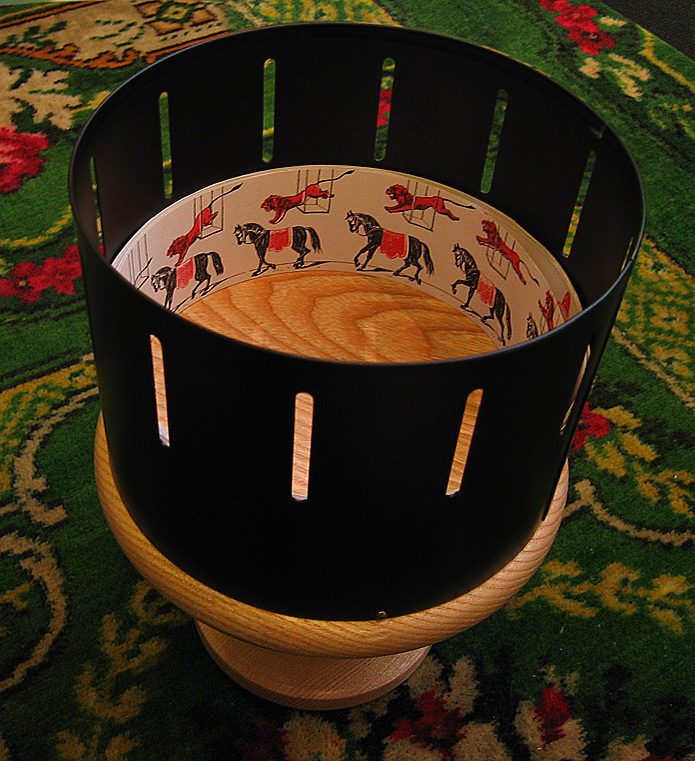
Le principe du zootrope doit être reproduit, pour l'ultime épreuve technique de la saison.

Pour cette saison, la finale est découpée en deux parties. Lors de la première (qui constitue le douzième épisode), les quatre finalistes participent à deux épreuves : le défi de Cyril et l'épreuve technique de Mercotte. À l'issue de ces deux épreuves, l'une des candidates est éliminée. Dans la deuxième partie (qui constitue le treizième épisode), les trois finalistes restantes participent à deux épreuves : le défi de Cyril (à l'issue duquel une finaliste est éliminée) et l'épreuve créative, qui voit par conséquent s'affronter les deux dernières candidates de la saison. À l'issue de ces deux épreuves, la grande gagnante est alors désignée Meilleur Pâtissier.
Pour le défi de Cyril Lignac, les candidats ont 2 h, pour revisiter une tarte à la crème. L'épreuve se déroule, et après dégustation, Reine reçoit les félicitations du jury, mais aucune des candidates n'est en dessous.
Pour l'épreuve technique de Mercotte, les candidats doivent réaliser un Zootrope. Dégustation faite, les jurés établissent un classement, et Reine est en bas de ce dernier, tandis que Bouchra est en haut.
Au regard des deux épreuves, Cyril et Mercotte ont décidé d'éliminer Reine.

### 13eépisode(finale, partie 2): Clap de fin

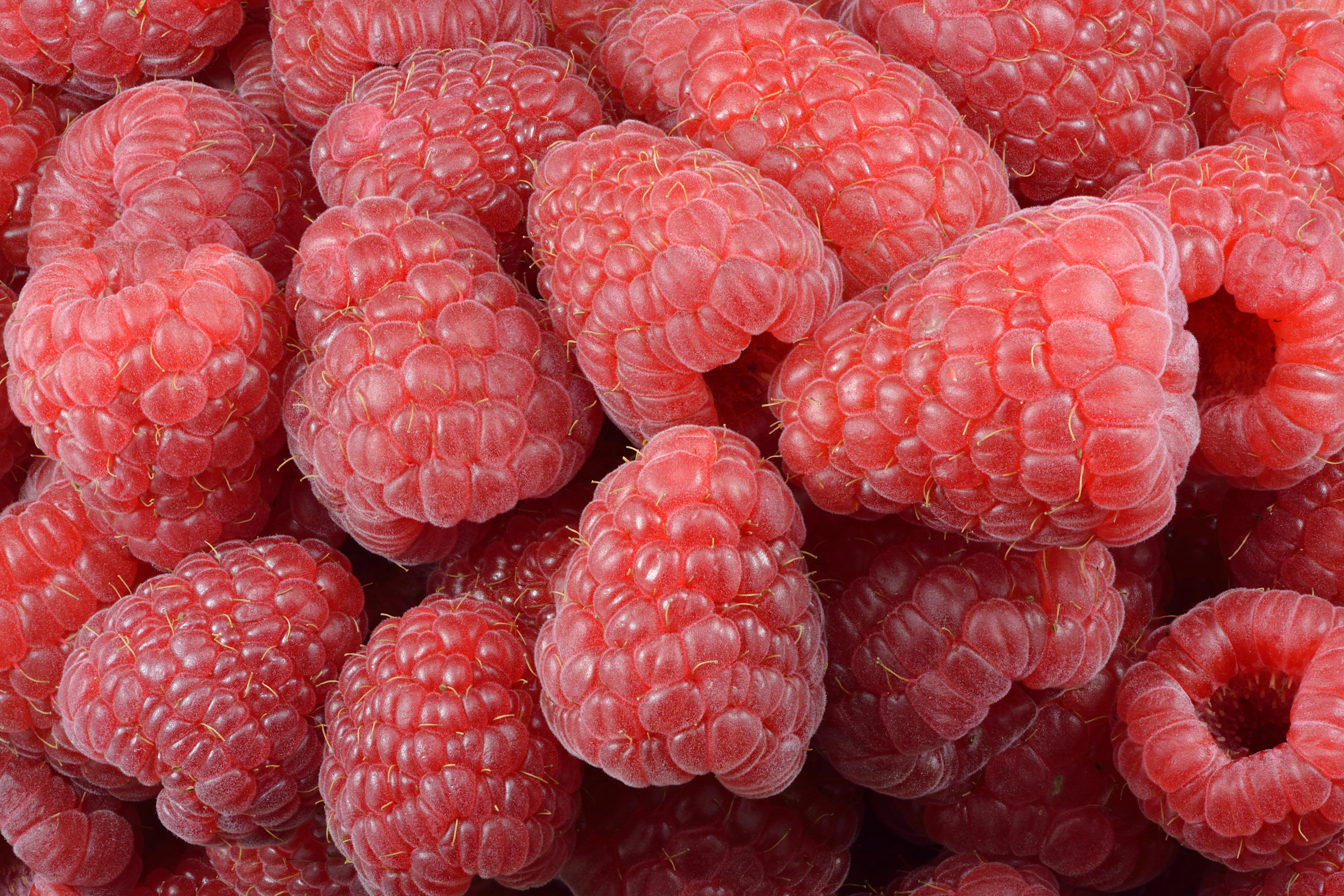
Le gâteau du générique doit être orné de framboises.

Cet épisode est diffusé pour la première fois le 30 décembre 2020. Le thème est : Clap de fin. C'est la deuxième partie de la finale.
Pour le défi de Cyril Lignac, les candidats ont 2 h, pour reproduire le gâteau du générique du Meilleur Pâtissier. Les candidates doivent respecter le visuel, et imaginer la recette. L'épreuve se déroule, et après dégustation, les jurés ont décidé d'éliminer Bouchra.
Élodie et Margaux s'affrontent ainsi pour l'ultime épreuve. Les jurés sont épaulés de François Perret, et les candidates doivent réaliser en gâteau représentant un chef-d'œuvre du 7e art. Ainsi, Margaux s'inspire de King Kong et Élodie, d'Alice au pays des merveilles.
Au regard des quatre épreuves de cette finale, Cyril et Mercotte ont désigné Élodie vainqueur de cette neuvième saison. Elle l'emporte ainsi face à Margaux et gagne le trophée du Meilleur Pâtissier, ainsi que la publication de son propre livre de recettes,,,.

## Audiences et diffusion
En France, l'émission est diffusée les mercredis, sur M6, du 30 septembre 2020 au 30 décembre 2020. Un épisode dure environ 2 h 15 (publicités incluses), soit une diffusion de 21 h 5 à 23 h 20. Le mercredi 11 novembre 2020, l'émission n'est pas diffusée, en raison de la programmation du match de football France/Finlande à la place. Le douzième épisode est exceptionnellement diffusé un mardi, le 22 décembre 2020. Le dernier épisode, suivi par 3 803 000 télespectateurs, soit 17 % du public, permet au programme d'établir son record historique d'audience.
En Belgique, l'émission est diffusée une semaine après la France, les lundis, sur RTL TVI, du 5 octobre 2020 au 4 janvier 2021. L'épisode est le même, donc la durée reste de 2 h 15 (publicités incluses), mais il est diffusé de 20 h 20 à 22 h 35. Pour pallier le décalage lié à la déprogrammation de l'épisode du 11 novembre 2020 sur M6, la chaîne belge fait le choix de déprogrammer l'émission du 2 novembre 2020, diffusant à la place, une émission consacrée à l'élection présidentielle américaine,.
| Épisode            | Jour et horaire de diffusion               | Nombre de téléspectateurs | Part de marché (sur les 4 ans et plus) | Classement des audiences | Réf.   |
| ------------------ | ------------------------------------------ | ------------------------- | -------------------------------------- | ------------------------ | ------ |
| 1                  | Mercredi 30 septembre 2020 (21:05 - 23:20) | 2 698 000                 | 14,1 %                                 | 3e                       | [ 56 ] |
| 2                  | Mercredi 7 octobre 2020 (21:05 - 23:20)    | 2 725 000                 | 13,7 %                                 | 3e                       | [ 57 ] |
| 3                  | Mercredi 14 octobre 2020 (21:05 - 23:20)   | 2 777 000                 | 13,7 %                                 | 2e                       | [ 58 ] |
| 4                  | Mercredi 21 octobre 2020 (21:05 - 23:20)   | 3 041 000                 | 15 %                                   | 2e                       | [ 59 ] |
| 5                  | Mercredi 28 octobre 2020 (21:05 - 23:20)   | 3 129 000                 | 14,5 %                                 | 2e                       | [ 60 ] |
| 6                  | Mercredi 4 novembre 2020 (21:05 - 23:20)   | 2 862 000                 | 13,3 %                                 | 2e                       | [ 61 ] |
| 7                  | Mercredi 18 novembre 2020 (21:05 - 23:20)  | 2 863 000                 | 14 %                                   | 2e                       | [ 62 ] |
| 8                  | Mercredi 25 novembre 2020 (21:05 - 23:20)  | 2 952 000                 | 14,3 %                                 | 2e                       | [ 63 ] |
| 9                  | Mercredi 2 décembre 2020 (21:05 - 23:20)   | 3 058 000                 | 15,4 %                                 | 1er                      | [ 64 ] |
| 10                 | Mercredi 9 décembre 2020 (21:05 - 23:20)   | 3 176 000                 | 15,6 %                                 | 1er                      | [ 65 ] |
| 11                 | Mercredi 16 décembre 2020 (21:05 - 23:20)  | 2 932 000                 | 14,4 %                                 | 2e                       | [ 66 ] |
| 12 (finale)        | Mardi 22 décembre 2020 (21:05 - 23:20)     | 3 382 000                 | 15,2 %                                 | 2e                       | [ 67 ] |
| 13 (finale)        | Mercredi 30 décembre 2020 (21:05 - 23:20)  | 3 803 000                 | 17 %                                   | 1er                      | [ 68 ] |
|                    |                                            |                           |                                        |                          |        |
| Bilan de la saison | Bilan de la saison                         | 3 000 000                 | 14,6 %                                 | –                        | [ 69 ] |

| Épisode     | Jour et horaire de diffusion           | Nombre de téléspectateurs | Part de marché (sur les 4 ans et plus) | Réf.   |
| ----------- | -------------------------------------- | ------------------------- | -------------------------------------- | ------ |
| 1           | Lundi 5 octobre 2020 (20:20 - 22:35)   | 450 363                   | 29,5 %                                 | [ 70 ] |
| 2           | Lundi 12 octobre 2020 (20:20 - 22:35)  | 468 503                   | 28,1 %                                 | [ 70 ] |
| 3           | Lundi 19 octobre 2020 (20:20 - 22:35)  | 430 989                   | 26,6 %                                 | [ 70 ] |
| 4           | Lundi 26 octobre 2020 (20:20 - 22:35)  | 484 743                   | 26,9 %                                 | [ 70 ] |
| 5           | Lundi 9 novembre 2020 (20:20 - 22:35)  | 493 934                   | 28,6 %                                 | [ 70 ] |
| 6           | Lundi 16 novembre 2020 (20:20 - 22:35) | 469 360                   | 29,1 %                                 | [ 70 ] |
| 7           | Lundi 23 novembre 2020 (20:20 - 22:35) | 436 400                   | 27,7 %                                 | [ 70 ] |
| 8           | Lundi 30 novembre 2020 (20:20 - 22:35) | 481 098                   | 31,9 %                                 | [ 70 ] |
| 9           | Lundi 7 décembre 2020 (20:20 - 22:35)  | 446 129                   | 28,3 %                                 | [ 70 ] |
| 10          | Lundi 14 décembre 2020 (20:20 - 22:35) | 443 736                   | 27,6 %                                 | [ 70 ] |
| 11          | Lundi 21 décembre 2020 (20:20 - 22:35) | 432 978                   | 28,0 %                                 | [ 70 ] |
| 12 (finale) | Lundi 28 décembre 2020 (20:20 - 22:35) | 413 043                   | 29,8 %                                 | [ 70 ] |
| 13 (finale) | Lundi 4 janvier 2021 (20:20 - 22:35)   | 469 305                   | 29,7 %                                 | [ 70 ] |

Légende :
- plus hauts scores d'audiences
- plus bas scores d'audiences